# Tortilla

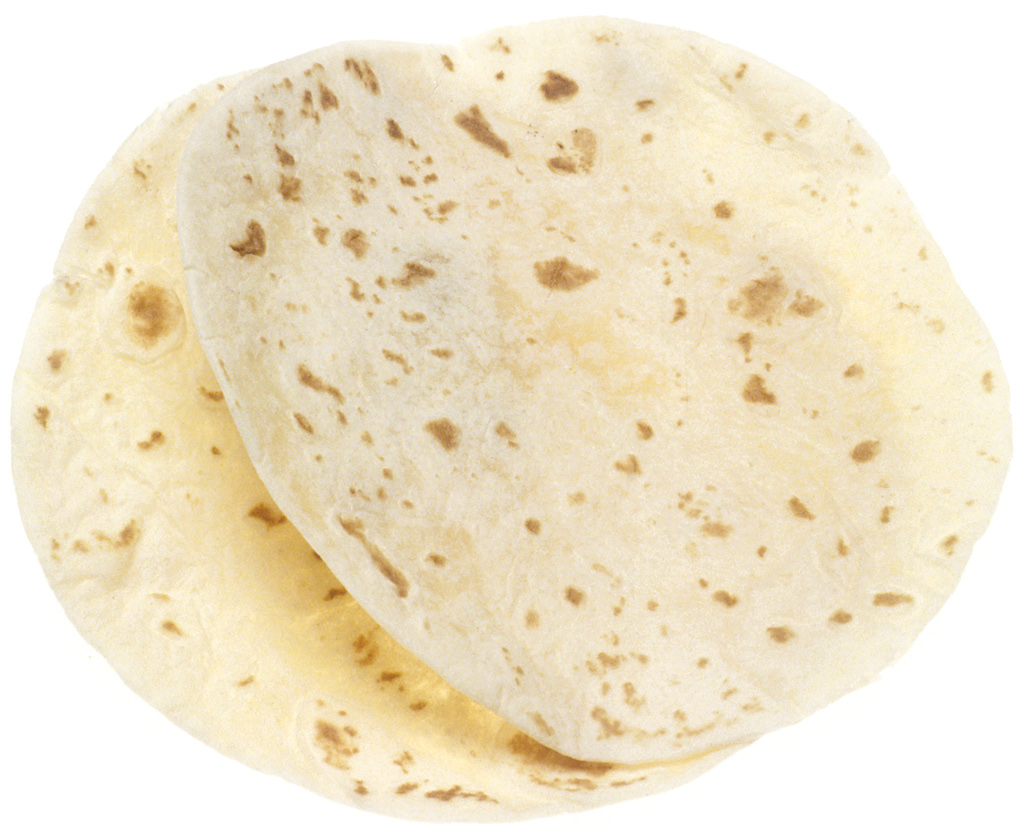
Tortilla

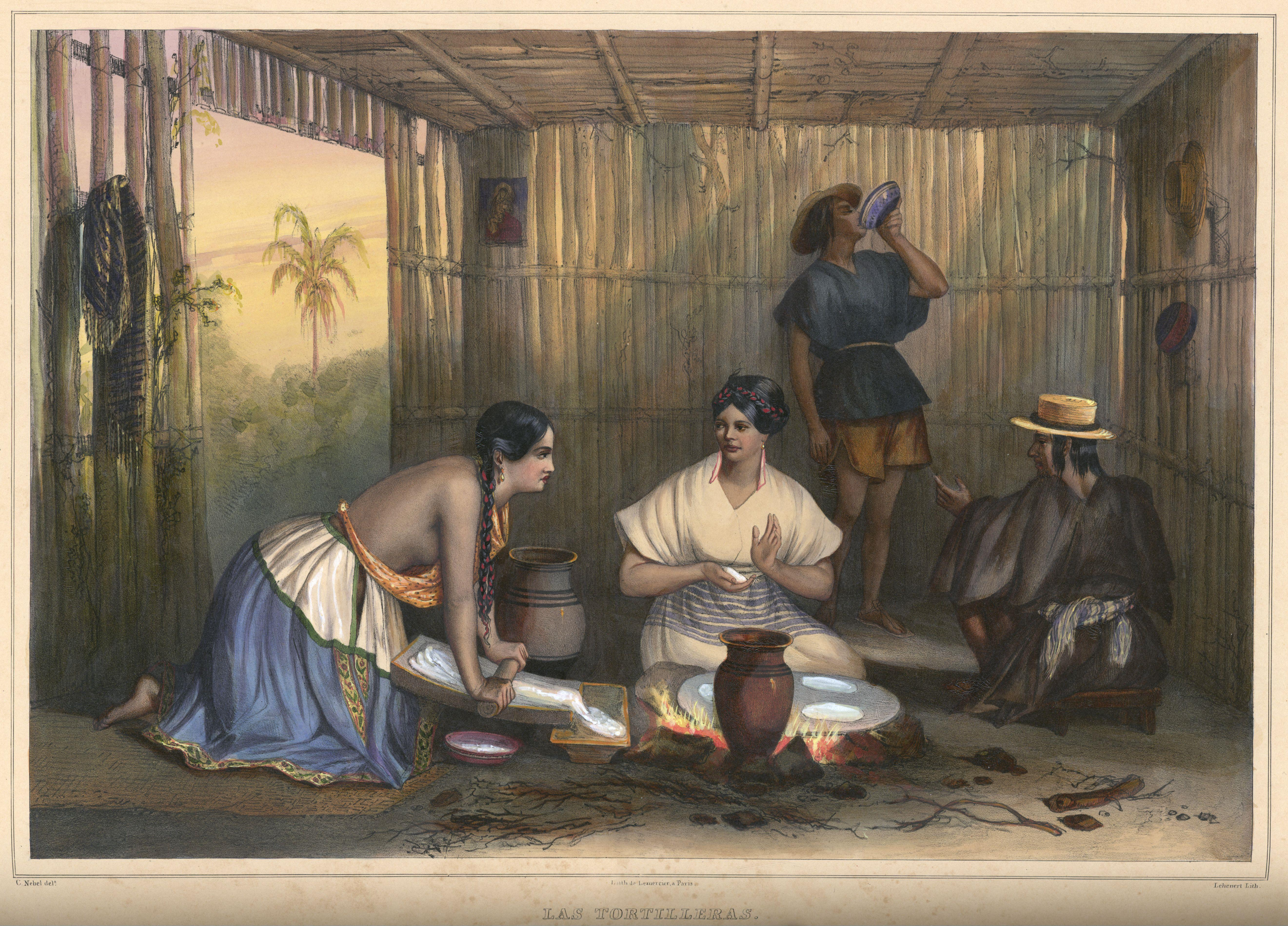
Traditionell framställning av tortilla i Mexiko.

Tortilla (spanska, uttalas tortija; vardagligt svenskt uttal "tortilja" [tɔʈˈɪlja]) är en mexikansk maträtt som är populär i spansktalande länder.
I Spanien är tortilla en rund omelett med fyllning. Den mest kända är tortilla española som förutom ägg innehåller potatis och lök. En omelett gjord på enbart ägg kallas i Spanien för tortilla frances.
I Mexiko och Centralamerika är det ett runt majstunnbröd som traditionellt klappas för hand av en majsmjölsdeg av nixtamaliserad majs och vatten och sedan gräddas på en het stekhäll kallad comál. Gräddningen sker 2 gånger på ena sidan och 1 gång på den andra. Detta gör att tortillan blåser upp sig, om degkonsistens och temperatur är rätt. Numera är det dock vanligast med tortillas gjorda med maskin i så kallade tortillerias. I norra Mexiko och USA kan tortillan vara av vetemjöl. Tortillan är en ingrediens i många rätter så som tacos, enchiladas och chilaquiles.
I Sverige brukar tortilla avse tunt, mjukt, vitt bröd bakat på vetemjöl eller vitt majsmjöl. Brödet värms lätt, fylls på samma sätt som tacoskalen och rullas eller viks ihop.

## Liknande maträtter
- Taco rice
- Burrito
- Fajita
- Nachos